# Speak My Mind
Speak My Mind este un album de compilații al cântăreței americane  Beyoncé. Acesta nu a fost lansat oficial niciodată, fiind o compilație creată de fanii artistei. Acest album  conține piese nelansate, remix-uri și piese lansate dar neincluse pe albumele de studio.

## Track Listing
Există două versiuni, o versiune cu 15 piese și o altă versiune care conține și piesa originală "Wishing on a Star" și o ieșire.
| #   | Titlu                                                                 |      |
| --- | --------------------------------------------------------------------- | ---- |
| 1.  | "Intro"                                                               | 0:10 |
| 2.  | "My First Time"                                                       | 4:19 |
| 3.  | "Fever"                                                               | 4:32 |
| 4.  | "What's It Gonna Be"                                                  | 3:38 |
| 5.  | "I Can't Take No More"                                                | 4:46 |
| 6.  | "Crazy Feelings" (cu Missy Elliott)                                   | 4:36 |
| 7.  | "Me, Myself and I (Grizzly Mix)" (featuring Ghostface Killah)         | 4:37 |
| 8.  | "Summertime" (featuring P. Diddy)                                     | 3:52 |
| 9.  | "Sexy Lil Thug (Remix)" (featuring 50 Cent, Lil Boosie & Max Manelli) | 4:33 |
| 10. | "Work It Out (Radio Edit)"                                            | 3:26 |
| 11. | "Sexuality"                                                           | 2:29 |
| 12. | "Wishing on a Star (Neptune's Remix)"                                 | 3:53 |
| 13. | "Keep Giving Your Love to Me"                                         | 3:08 |
| 14. | "Check on It" (featuring Slim Thug)                                   | 3:32 |
| 15. | "I'm Leaving"                                                         | 3:04 |